# 埼玉会館
1. ・大ホール 内観
2. ・小ホール 内観
3. ・ホワイエ 等

埼玉会館（さいたまかいかん）は、埼玉県さいたま市浦和区高砂にある、日本有数の歴史を持つコンサートホール。
DOCOMOMO JAPAN選定 日本におけるモダン・ムーブメントの建築216選、優良ホール100選に選出されている。

## 概要

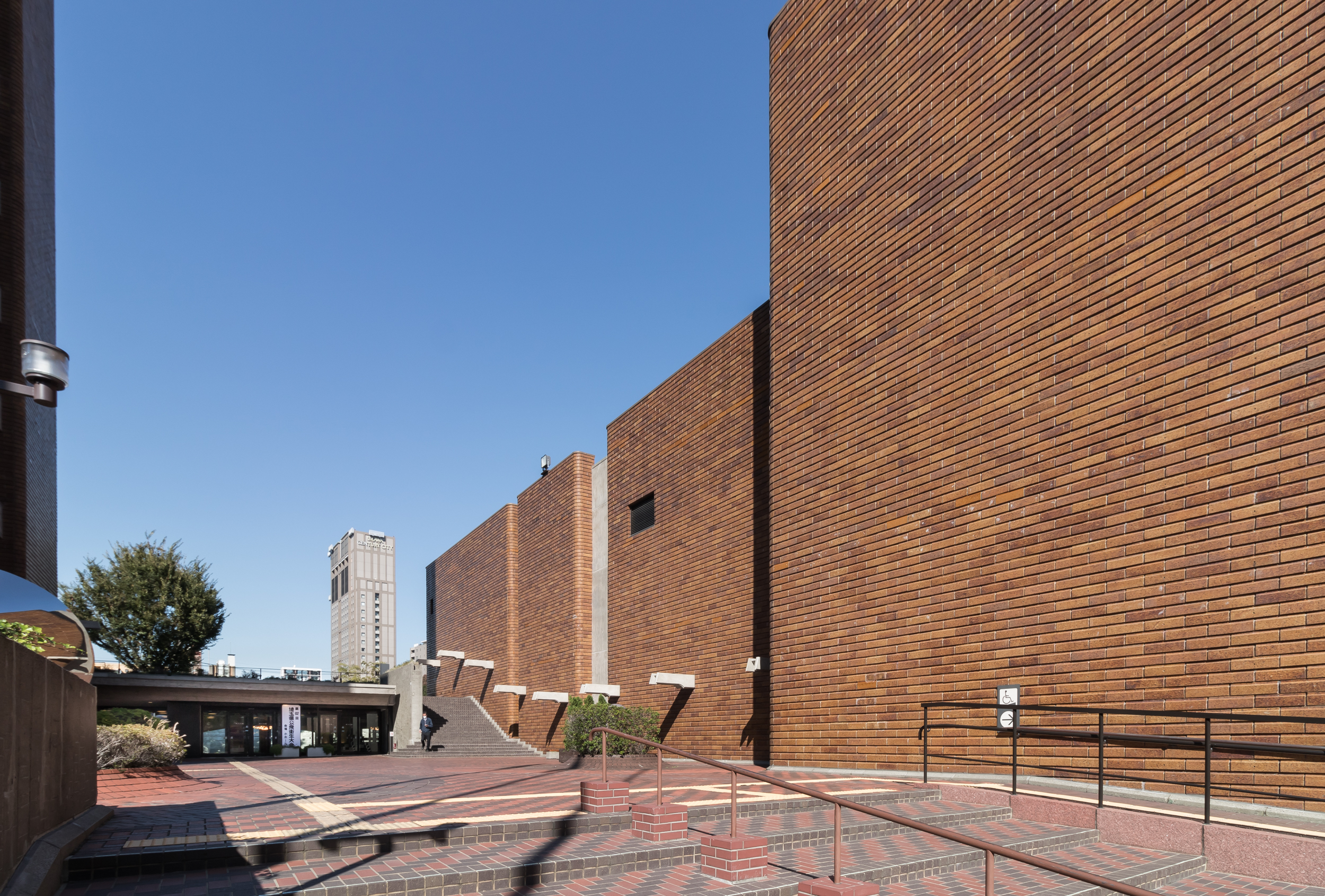
埼玉会館

### 御成婚記念埼玉會館として
埼玉会館は、昭和天皇（当時は皇太子）の成婚を記念して建設が決まった。埼玉女子師範学校を別所に移転させ、その敷地に建設することが決まっていた。1923年に計画が始動するも、関東大震災によって延期された。その後渋沢栄一を中心とした寄付金の協力もあり、岡田信一郎の設計で1925年には着工することができ、1926年（大正15年）11月6日に完成した。当時国内において公共集会施設の建設は稀で、東日本では日本青年館に次いで2例目であった（日比谷公会堂よりも早かった）。また、関東大震災を受けて耐震耐火も考慮された設計となっていた。師範学校の旧校舎（鳳翔閣）は北に移築された（その後埼玉県立浦和図書館となる）。太平洋戦争後は一時進駐軍に接収され、埼玉軍政部が置かれた。

### 埼玉会館として
老朽化や構造上の不備・狭隘化が目立った昭和30年代に建て替えが決定し、取り壊された。著名な設計事務所が望まれ、設計者は当時日本の建築界を先導していた前川國男となった。1963年（昭和38年）に新築工事が着工し、1966年（昭和41年）に現在の建物が落成した。
当ホールは、日本におけるコンサートホール（クラシック音楽、特にオーケストラの演奏に最適化したホール）の先駆けである。
内装に木材を多用する当ホールは、開館から60年近くが経過し、全国に最新設計のコンサートホールが多数存在する2023年においても、なお「響きの良いホール」として著名である。
埼玉県民に利用される機会は多く、埼玉県主催のイベントに使用されることも多い。建築から約50年が経過し老朽化していることから2015年（平成27年）10月1日から2017年（平成29年）3月31日まで休館し、大規模改修工事が行われる。外観は維持補修し、建物内部や設備関係は最新のものにする予定である。また、改修後は国際文化会館同様前川の建築のひとつとして国の登録有形文化財への登録を予定している。
また、指定管理者として公益財団法人埼玉県芸術文化振興財団が管理・運営しており、埼玉会館ランチタイム・コンサートの実施など、クラシックなどのイベントも多い。在京プロオーケストラの埼玉公演の会場になることもある。